# Цементувальний агрегат

Цементувальний агрегат (англ. cementing unit, cementing truck, cementing trailer; нім. Zementatieraggregat n) — насосний агрегат, який призначений для перекачування цементного розчину під час цементування свердловин.
Цементувальні агрегати можуть бути обладнані пристроєм підігріву гідравлічної частини насосів високого тиску для забезпечення роботи установок при низьких температурах. Спеціальний колектор забезпечує одночасну роботу декількох аґреґатів при цементуванні свердловин. Перекачування робочої рідини забезпечується по трубах, і рукавами високого тиску.
ЦЕМЕНТОЗМІШУВАЛЬНА МАШИНА — комплекс устаткування на шасі самохідного транспортного засобу (автомобіля), призначений для транспортування цементу і приготування цементного розчину.
Цементувальні насосні агрегати призначені для приготування, нагнітання і протискування тампонажних та інших розчинів у свердловину, для промивання свердловин, оброблення привибійної зони пласта у свердловинах і опресування труб та обладнання. У більшості випадків цементувальні агрегати — самохідні, які монтуються на шасі вантажних автомобілів. Для проведення робіт у складних природних умовах виготовляються спеціальні агрегати на санях, блоках або на гусеничному шасі.
Основні вузли цементувального агрегату: насос високого тиску для нагнітання розчинів і рідин у свердловину, водяний насос з окремим приводом для подавання рідини (води тощо) в змішувальний пристрій у процесі приготування тампонажного розчину, маніфольд із запірною арматурою на самому агрегаті, розбірний металевий трубопровід високого тиску для під'єднання насоса до гирла свердловини (до цементувальної головки), мірні ємності, бачок для цементного розчину.
Найбільше застосування знайшли цементувальні агрегати ЦА-320М, ЦА-320А, 3ЦА-400А, застосовують також агрегати АС-400М1 і 5ЦА-320. Цементувальний агрегат 5ЦА-320 може монтувавтись на рамі для транспортування гелікоптером, на санях для транспортування тягачем, на причепі з гусеницями (5ЦА-320ГБ) для транспортування по заболоченій території трактором С-100Б.
Агрегат ЦА-320А відрізняється від агрегату ЦА-320М наявністю водоподавального блока з відцентровим насосом ЦНС38-154 або ЦНС38-176 замість плунжерного, з метою зниження нерівномірності подавання рідини в гідровакуумний змішувальний пристрій. Але для приготування тампонажних розчинів підвищеної в'язкості застосувувати відцентровий водоподавальний насос недоцільно так як він створює невеликий тиск.